# Clovis, Novi Meksiko
Clovis je sjedište okruga Curryja u američkoj saveznoj državi Novom Meksiku u kojem živi 37.775 stanovnika, prema popisu 2010. Osmi je po veličini grad u Novom Meksiku.
Nalazi se u novomeksičkom dijelu Llana Estacada, u istočnom dijelu države. Kraj je većinom poljodjelski. Poznat je po ulozi u ranoj povijesti rock glazbe i po obližnoj zračnoj luci Ratnog zrakoplovstva SAD-a Cannonu.
Glavno je naselje metropolitanskog statističkog područja Clovisa, koji je dio veće cjeline, kombiniranog statističkog područja Clovis-Portalesa.

## Povijest
Fiziografska regija Istočni Novi Meksiko bila je dom pretpovijesnoj kulturi Clovisa, koja je bila antropološki signifikantna rana skupina Indijanaca. Nekoliko ostataka nađeno je na lokaciji suhog korita Blackwater Draw koji su nalazi južno od Clovisa, blizu Portalesa. Danas je to povijesno mjesto koje posjećuju turisti.
Gradić Clovis datira iz 1906. kad je gradnja željezničke pruge koja je povezivala Atchison, Topeku i Santa Fe prolazila kroz ovaj kraj. Inženjerima je naređeno neka izaberu mjesto grada. Prvo je bilo poznato kao "Riley's Switch", a poslije je preimenovano u Clovis. Kćer vlasnika postaje dala je novo ime Clovis prema Klodvigu (eng. Clovis), prvom katoličkom kralju Franaka o kojima je tada učila. Naselje je brzo sagrađeno. Inkorporirano je 1909. godine.
Poštanski ured 88101 djeluje od 12. svibnja 1906. godine.

## Unutrašnje poveznice
- Vidi Popis gradova SAD-a

## Vanjske poveznice
- Službene internet stranice grada Clovisa